# Pòinter
El pòinter (de l'anglès to point, apuntar) és un gos de mostra originari d'Anglaterra i considerat un dels millors perdiguers, que indica la presència de la presa apuntant-la amb el cap i amb una postura corporal immòbil i tensa, normalment amb una extremitat davantera aixecada. Està especialment dotat per a la cacera amb escopeta de la perdiu, guatlla, faisà i tudó, tot i que no és tan bon cobrador.

## Història
L'origen dels gossos de mostra es remunta al segle xvii, quan alguns anglesos començaren la cria de gossos de caça que s'adeqüessin a la pràctica d'aquest esport amb la novetat de l'escopeta. Com passa amb l'origen d'altres races canines, hi ha diverses teories sobre els orígens del pòinter. Alguns experts afirmen que és descendent de l'antic brac francès, mentre que uns altres diuen que el seu avantpassat és el brac anglès o fins i tot el brac italià.
L'opinió més estesa és que va ser l'extint gos de mostra ibèric (conegut en anglès com a old spanish pointer) el pare d'aquesta estirp, ja que aquest gos estava ben definit com a tipus morfològic i ben establert a la Gran Bretanya el 1768, quan George Stubbs el va pintar sota el títol The Spanish Pointer. Els anglesos també van conèixer l'antic perdiguer navarrès i està provat que l'any 1713, després de signar la pau d'Utrecht, l'exèrcit anglès va introduir a Anglaterra nombrosos exemplars procedents d'Espanya i Portugal, que ràpidament s'estengueren per tot el territori britànic i foren nucli genètic de la selecció posterior cap al modern pòinter anglès. Els primers centres de selecció d'aquesta raça estaven en mans dels grans terratinents, militars o aristòcrates descendents dels militars que lluitaren a la Guerra de Successió Espanyola. Després de diversos creuaments amb bloodhound i foxhound per millorar les capacitats de rastreig, amb llebrers per millorar la velocitat i possiblement amb terriers van sorgir el pòinter del nord i del sud d'Anglaterra i el pòinter negre d'Escòcia, que van ser creuats repetidament amb el gos de mostra ibèric amb la finalitat de tornar a l'origen.
El pòinter modern s'estableix a mitjan segle xix i sorgeix d'aquests antecessors de morfologia i capa variades, sempre dins d'un tipus fort i musculós i caps de crani ample amb línies craniofacials convergents. El 29 i 30 de juny de 1859 es va celebrar a Newcastle upon Tyne, a Anglaterra, la primera exposició canina, on només s'admetien gossos de raça pòinter o setter. El guanyador va ser un pòinter de color blanc amb taques marró.

## Descripció de la raça

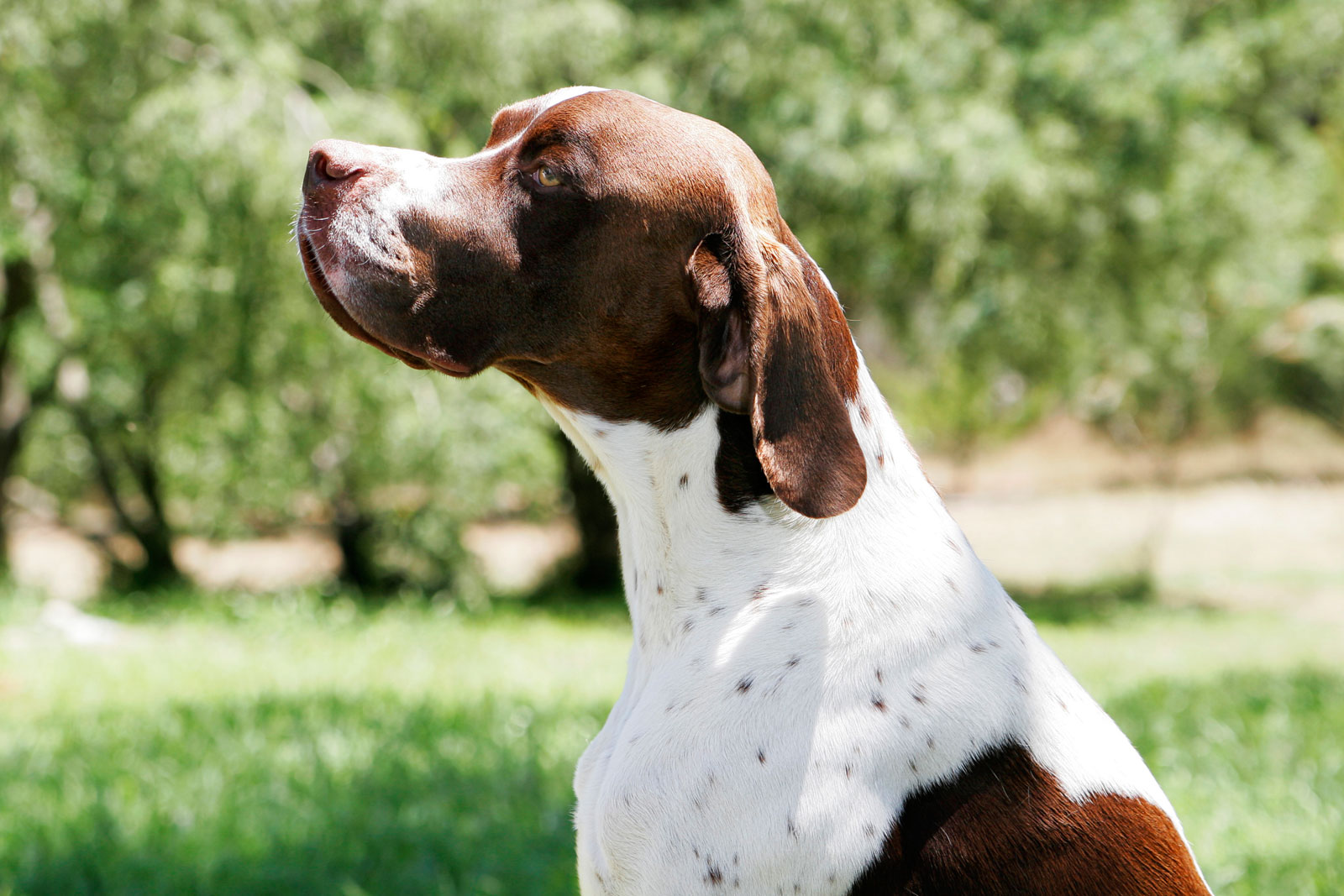
Pòinter

El pòinter ha estat definit com el gos de caça per excel·lència, en virtut de les seves clàssiques formes. Molt veloç i incansable caçador, és l'orgull dels apassionats de les grans recerques per les seves grans qualitats, que sap posar de manifest sobre terrenys plans i nets. Dotat d'un finíssim olfacte, sap percebre la més lleu olor de qualsevol animal, fins i tot en climes càlids i secs. És un galopador incansable, d'ànim impetuós, i un cercador veloç. Les característiques de la seva manera de treballar són la mostra molt ferma, alçada i molt expressiva i la guia, decidida i vehement.
Característiques
Té un tòrax bastant ample, cuixes i potes ben desenvolupades i musculoses. Peus ovalats, amb dits arquejats. La cua, de longitud mitjana, és gruixuda a la base i es va afinant gradualment cap a la punta, i la duu a nivell del cos. El pelatge és fi, curt, rígid, perfectament llis i llustrós.
Mesures
L'altura a la creu desitjada per al mascle és de 63 a 69 cm, i per a la femella, de 61 a 66 cm. En els mascles, el pes oscil·larà entre els 20 i 30 kg.
Esperança de vida
Normalment viuen entre 13 i 14 anys.